# Airbus Helicopters
Airbus Helicopters, anciennement Eurocopter, est l’une des trois filiales principales du groupe européen Airbus, spécialisée dans la fabrication d'hélicoptères civils et militaires et dont le siège est situé à Marignane, dans le département des Bouches-du-Rhône en région Provence-Alpes-Côte d'Azur.

## Histoire

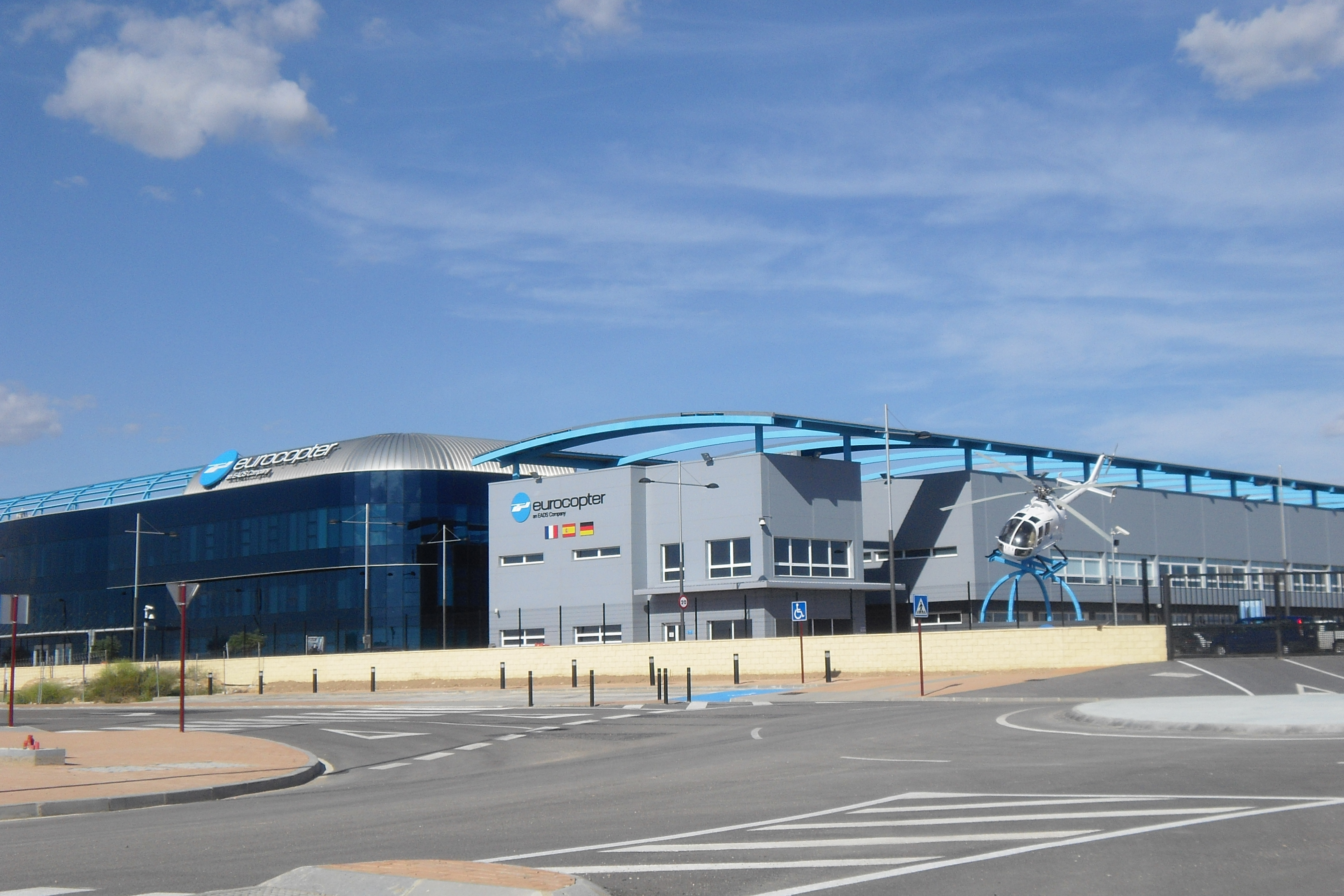
Usine Eurocopter dans le Parc Aéronautique et Logistique d'Albacete (Espagne).

En 2013, le site de Marignane est choisi pour être le siège social d'une nouvelle entreprise. Ce site emploie environ 6 638 personnes ; c'est le plus gros employeur industriel de la région PACA, il génère environ 20 000 emplois indirects dans la région.
C'est le 7 janvier 2014, lors d'une restructuration et d'une réorganisation plus large du groupe que la filiale change de nom : Eurocopter devenant Airbus Helicopters.
En 2011, la société annonce le déménagement du site de La Courneuve, ouvert en 1917, vers les terrains de l'ancienne BA 104 à Dugny en bordure des pistes de l'aéroport du Bourget. Le nouveau site ouvre fin 2014 sur 60 000 m2 en rapprochant la recherche, les entreprises et la formation ; une partie des employés du centre de Suresnes travaillant sur les activités liées aux matériaux composites rejoindra Dugny pour créer un centre d'excellence dédié aux pales nouvelle génération.
En 2012, l'Union européenne a approuvé un prêt de 143 millions d'euros de l'État français à Airbus Helicopters, la nouvelle division du groupe Airbus pour développer le X4. La recherche industrielle est de 14,5 % du total et le développement expérimental est de 85,5 %. Le prêt doit être remboursé lorsqu'une certaine cible de vente est atteinte et des ventes supplémentaires signifient des redevances supplémentaires à l'État.
Le 12 juillet 2019, Airbus Helicopters rachète la société italienne Aersud Elicotteri basée près de Vérone.

### Identité visuelle (logo)

Logo de l'entreprise jusqu'au 17 septembre 2010.
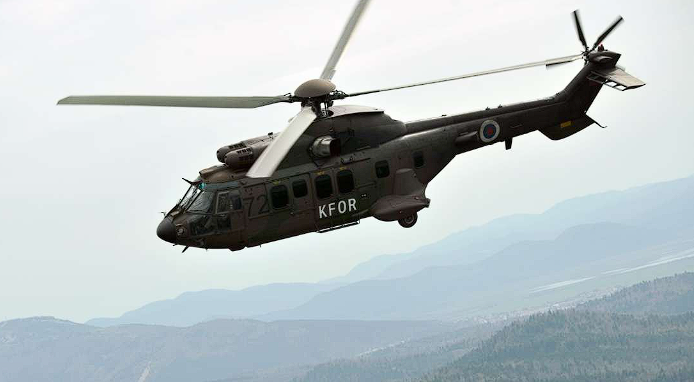
Logo d'Eurocopter du 17 septembre 2010 au 1er janvier 2014.
Logo d'Airbus Helicopters depuis le 2 janvier 2014.
Logo d'Airbus Helicopters depuis juin 2017[9].

## Effectifs
La société employait, en 2016, environ 20 000 personnes grâce à ses filiales et participations implantées dans 24 pays.

## Chiffres de production
Pour l'année 2015, les prises de commandes de la division hélicoptères du groupe Airbus group sont de 6,168 Mds € (pour 5,469 Mds € en 2014) et le carnet de commande totalise 11 769 Mds € au 31 décembre.
Le chiffre d'affaires d'Airbus est de 65,4 milliards d’euros en 2023.

## Modèles d'hélicoptères
Le Groupe affirme que sa priorité est « d'assurer le plus haut niveau de sécurité aux milliers de personnes qui, chaque année, accomplissent plus de 3 millions d'heures de vol à bord de ses hélicoptères ».

## Gamme actuelle
| Illustration | Nomenclature | 1er vol    | Commandes               | Classe / Poids charge max. | Nombre def Turbines | Nom civil  | Nomenclatures militaires | Noms militaires          | Anciennes nomenclatures civile / militaire |
| ------------ | ------------ | ---------- | ----------------------- | -------------------------- | ------------------- | ---------- | ------------------------ | ------------------------ | ------------------------------------------ |
|              | H125         | 27/06/1974 | > 5000                  | L / 2,2 tonnes             | 1 ou 2 T            | Écureuil   | H125M                    | Fennec                   | AS350 / AS550                              |
|              | H130         | 21/06/1999 | >700                    | L / 2,4 tonnes             | 1 T                 | -          | sans version militaire   | /                        | EC130                                      |
|              | H135         | 15/12/1994 | >1220                   | L / 2,9 tonnes             | 2 T                 | -          | H135M                    | -                        | EC135 / EC635                              |
|              | H140         |            | NC                      | L / 3 tonnes               | 2 T                 | -          | -                        | -                        | -                                          |
|              | H145         | 12/06/1999 | ~400                    | L / 3,6 tonnes             | 2 T                 | -          | H145M, UH-72             | - Lakota                 | BK117, EC145 / EC645                       |
|              | H155         | 02/06/1972 | > 1 100 toutes versions | M / 4,9 tonnes             | 2 T                 | Dauphin    | AS565 MBe                | Panther                  | SA365, AS365, EC155                        |
|              | H160         | 13/06/2015 | NC                      | M / 6 tonnes               | 2 T                 | -          | H160M                    | Guépard                  | -                                          |
|              | H175 [*]     | 04/12/2009 | 144                     | M / 7,8 tonnes             | 2 T                 | -          | sans version militaire   | /                        | EC175                                      |
|              | H215         | 13/09/1978 |                         | H / 9,1 tonnes             | 2 T                 | Super Puma | H215M                    | Cougar                   | AS332 / AS532                              |
|              | H225         | 27/11/2000 |                         | H / 11,2 tonnes            | 2 T                 | Super Puma | H225M                    | Caracal                  | EC225 / EC725                              |
|              | NH90         | 18/12/1995 | >300                    | M / 10,6 tonnes            | 2 T                 | /          | NH90 [*]                 | Taipan, Caïman, Sea Lion | -                                          |
|              | Tigre        | 27/04/1991 | 169                     | M / 6 tonnes               | 2 T                 | /          | EC665                    | Tigre / Tiger            | -                                          |

### Anciens hélicoptères (tableau non exhaustif)
| Illustration | Désignation initiale | 1er vol    | Commandes               | Classe / Poids charge max. | Nombre de Turbines | Nomenclature civile | Nom civil            | Nomenclatures militaires | Noms militaires      | Anciennes ou nouvelles nomenclatures Airbus civile / militaire |
| ------------ | -------------------- | ---------- | ----------------------- | -------------------------- | ------------------ | ------------------- | -------------------- | ------------------------ | -------------------- | -------------------------------------------------------------- |
|              | EC120                | 09/06/1995 | >550                    | L / 1,7 tonne              | 1 T                | EC120               | Colibri              | EC120                    | Colibri              | H120                                                           |
|              | SA330 [*]            | 15/04/1965 | 1687 toutes versions    | M / 7 tonnes               | 2 T                | SA330               | Puma                 | SA330                    | Puma                 | -                                                              |
|              | SA340 [*]            | 07/04/1967 | >1 775 toutes versions  | L / 1,8 tonne              | 1 T                | SA341               | Gazelle              | SA341                    | Gazelle              | -                                                              |
| 07/04/1967   | SA340 [*]            |            | L / 1,9 tonne           | 1 T                        | SA342              | Gazelle             | SA342                | Gazelle                  | -                    |                                                                |
|              | BO105                | 16/02/1967 | > 1 400                 | L / 2,5 tonnes             | 2 T                | BO105               | -                    | BO105                    | VBH/PAH-1            | -                                                              |
|              | SA321                | 07/12/1962 | 99                      | H / 13 tonnes              | 3 T                | SA321               | Super Frelon         | SA321                    | Super Frelon         | -                                                              |
|              | SA316                | 28/02/1959 | ~ 1 500 toutes versions | L / 2,2 tonnes             | 1 T                | SE3160              | Alouette III, Chetak | SE3160                   | Alouette III, Chetak | -                                                              |
| 28/02/1959   | SA316                |            | L / 2,2 tonnes          | 1 T                        | SA319              | Alouette III        | SA319                | Alouette III             | -                    |                                                                |
|              | SA315                | 11/03/1958 | 383                     | L / 1,6 tonne              | 1 T                | SE3150              | Lama                 | SE3150                   | Lama                 | -                                                              |
|              | SA318                | 12/03/1955 | 1 305 toutes versions   | L / 1,6 tonne              | 1 T                | SA3130              | Alouette II          | SA330                    | Alouette II          | -                                                              |
| 31/01/1961   | SA318                |            | L / 1,6 tonne           | 1 T                        | SA3180             | Alouette II         | SA3380               | Alouette II              | -                    |                                                                |

- . ↑  En collaboration avec Westland Helicopters, Agusta ou AgustaWestland.

## Particularités et innovations des hélicoptères

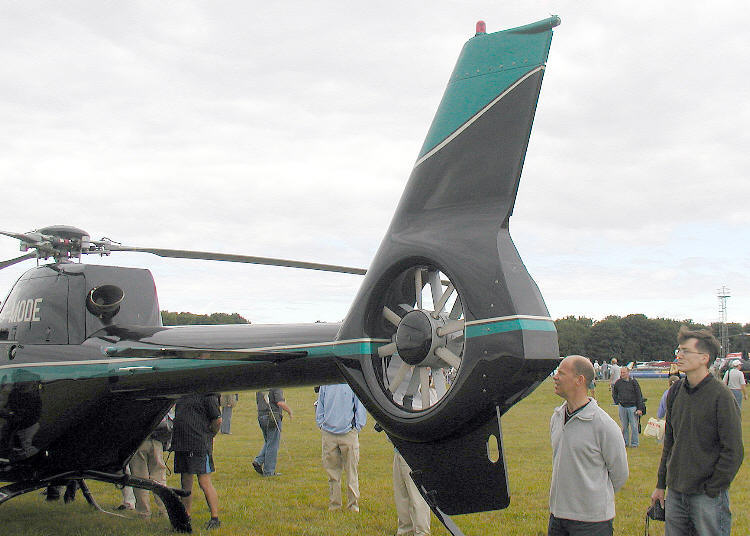
Fenestron sur un Colibri EC120 B.

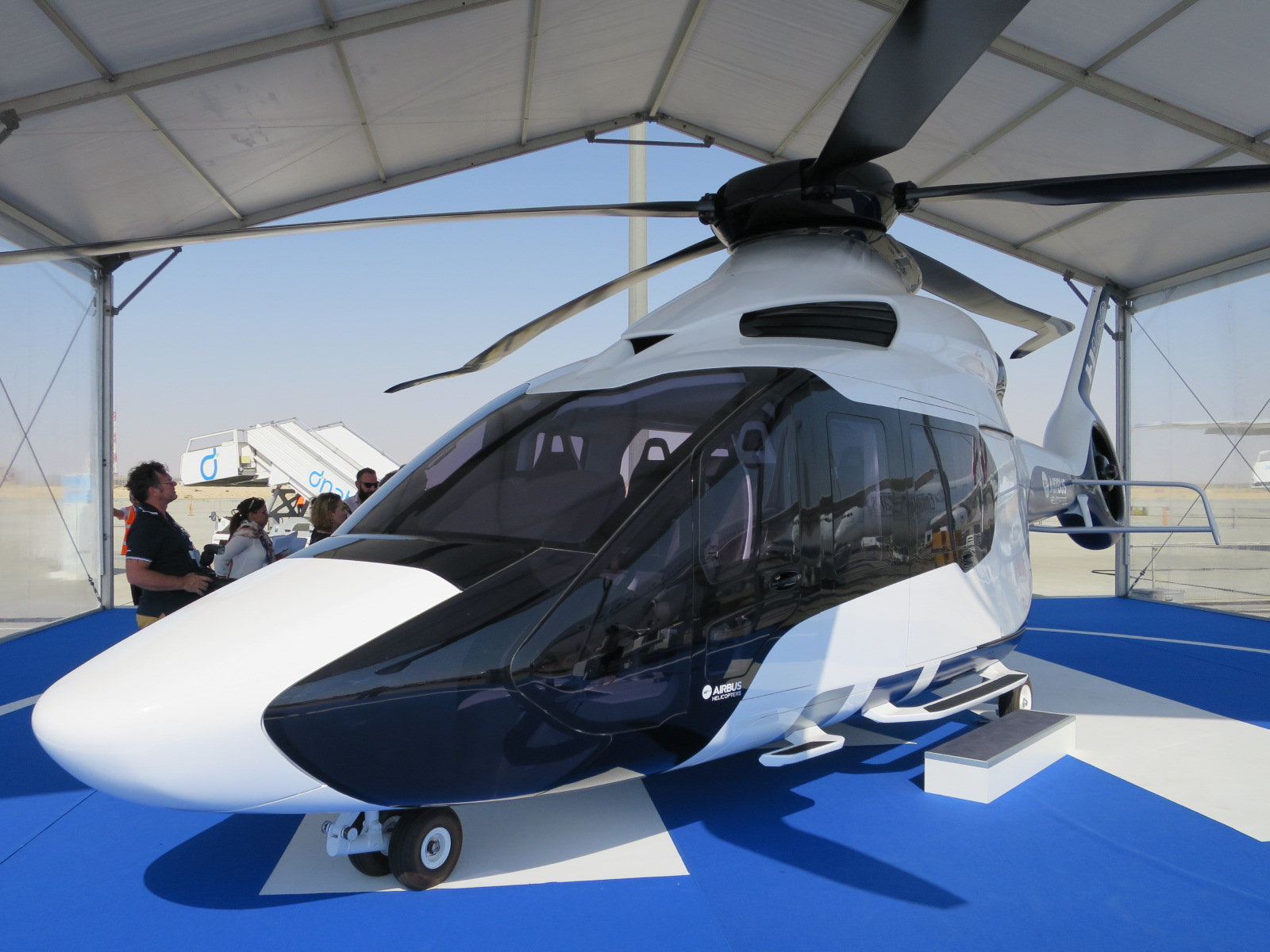
Pales Blue Edge recourbées du H160.

Le rotor principal des hélicoptères d'origine française, fabriqués initialement par Sud-Aviation et motorisés par Turbomeca, tourne dans le sens horaire (vu du dessus). Cela entraîne un mouvement de correction du pied droit par le pilote.
Au cours des années 1970, Sud-Aviation introduit les rotors rigides en matériaux composites (technologie de moyeu STARFLEX et SPHERIFLEX) permettant l’articulation des pales grâce à la flexibilité naturelle des matériaux. Ce type de rotor est plus léger, moins cher à produire et à maintenir.
En 2010, Airbus Helicopters, voulant rendre ses hélicoptères les plus silencieux possible, a dévoilé de nouvelles générations de pales faisant entre deux et trois fois moins de bruit que la génération précédente. La technologie, appelée Blue Pulse, combinée à une autre, appelée Blue Edge, qui consiste à rajouter des battants en bouts de pales, permettrait de considérablement réduire l'effet vortex responsable du bruit habituel engendré par les hélicoptères.
Airbus Helicopters possède un portefeuille d'environ 2 500 brevets, ainsi qu'une longue tradition d'innovations qui permet à ses hélicoptères de détenir de nombreux records mondiaux :
- Record d'altitude en vol, le 21 juin 1972, par Jean Boulet, avec un Lama : 12 442 m[19]
- Record d'altitude posé, le 14 mai 2005, par Didier Delsalle, deux minutes au sommet de l'Everest.
- Record de vitesse, 2013, avec le prototype X3 : 472 km/h[20]
- Records de vitesse ascensionnelle, 2013, avec un EC175[21].

## Données marketing et financières
En 2016, Airbus Helicopters domine le marché des hélicoptères civils avec 47 % des livraisons sur le marché mondial des hélicoptères civils et parapublics (police et services d'urgence), en hausse de 2 % par rapport à l'année précédente, soit 255 des 540 hélicoptères livré en 2016 (contre 627 hélicoptères en 2015) ; Airbus devance ainsi ses principaux rivaux : l'Italien Leonardo avec 20 % de parts de marché et l'Américain Bell passé à 18 % de PDM. En 2012, la filiale hélicoptériste d'Airbus Group avait augmenté son chiffre d'affaires de 15 % par rapport à 2011, atteignant un record de ventes à 6,3 milliards d'euros. Une réussite qui s'expliquait par la stratégie mise en place dans les services, dont la part dans le chiffre d'affaires global s'était élevée l'année d'avant à 42 % (38 % un an plus tôt), s'affirmant comme un fournisseur de solutions globales pour les missions héliportées.
Sur le marché militaire, l'hélicoptériste européen arrive en 3e position avec 9 % de parts de marché (pour un marché de 698 appareils en 2015), derrière les Américains Sikorsky et Boeing. Les prises de commandes totales (civil et militaire) en 2016 portent sur 353 appareils et Airbus dispose d'un carnet de commandes totalisant 766 appareils contre 832 un an plus tôt. 2016 marque également un tournant avec la part du militaire dans le chiffre d’affaires qui dépasse pour la première fois celle du civil (57 % en 2016 contre 50 % en 2015) ; cela s'explique par une stabilité du marché des hélicoptères destinés aux entreprises pétrolières (notamment à la suite de l'accident du vol 241 CHC Helikopter Service (en)) et une année 2016 jugée comme « la plus difficile de la décennie pour l'industrie de l'hélicoptère dans son ensemble » selon Guillaume Faury.
En 2013, les nouvelles commandes représentent 5,8 Mds €, pour un carnet de commandes total de 995 appareils, soit 12,4 Mds €. En 2014, la valeur des appareils à livrer reste stable à 12,3 Mds €, mais elle diminue en 2015 à 11,7 Mds, avec 402 commandes prises dans l'année, dont une majorité de petits appareils H120, H125 et H130. En 2017, Airbus Helicopters reste leader sur le marché des appareils civil avec 520 hélicoptères livrés en 2017 ; cependant le nombre de commandes prises dans l'année a diminué passant de 353 (en 2016) à 335 ; idem pour les livraisons passées de 418 (en 2016) à 409,,
Début mars 2023, l’activité support d’Airbus Helicopters, qui se traduit par le suivi de 12 226 appareils en service,  compte pour environ la moitié du chiffres d’affaires de l’hélicoptèriste.
| Années | 2010   | 2011   | 2012   | 2013   | 2014   | 2015   | 2016   |
| --- | ------ | ------ | ------ | ------ | ------ | ------ | ------ |
| Chiffre d'affaires | 4,830  | 5,415  | 6,264  | 6,297  | 6,524  | 6,786  | 6,652  |
| EBIT | 0,183  | 0,259  | 0,309  | 0,397  | 0,413  | 0,427  | 0,308  |
| Capitaux propres | -      | -      | -      | -      | 1,387  | 1,590  | 1,399  |
| Commandes (dans l'année) | 4,316  | 4,679  | 5,392  | 5,775  | 5,469  | 6,168  | 6,100  |
| Carnet de commande (au 31/12) | 14,550 | 13,814 | 12,942 | 12,420 | 12,227 | 11,769 | 11,300 |
| Les données financières ajustées étant issues des rapports annuels, la comparaison entre les années est difficile. Notamment, les chiffres sont en euros courants et les périmètres de consolidation varient. |        |        |        |        |        |        |        |

## Dirigeants
| Nom                 | Années      |
| ------------------- | ----------- |
| Jean-François Bigay | 1992 à 1998 |
| Patrick Gavin       | 1998 à 2000 |
| Jean-François Bigay | 2000 à 2003 |
| Fabrice Brégier     | 2003 à 2006 |
| Lutz Bertling       | 2006 à 2013 |
| Guillaume Faury     | 2013 à 2018 |
| Bruno Even          | Depuis 2018 |

## Images

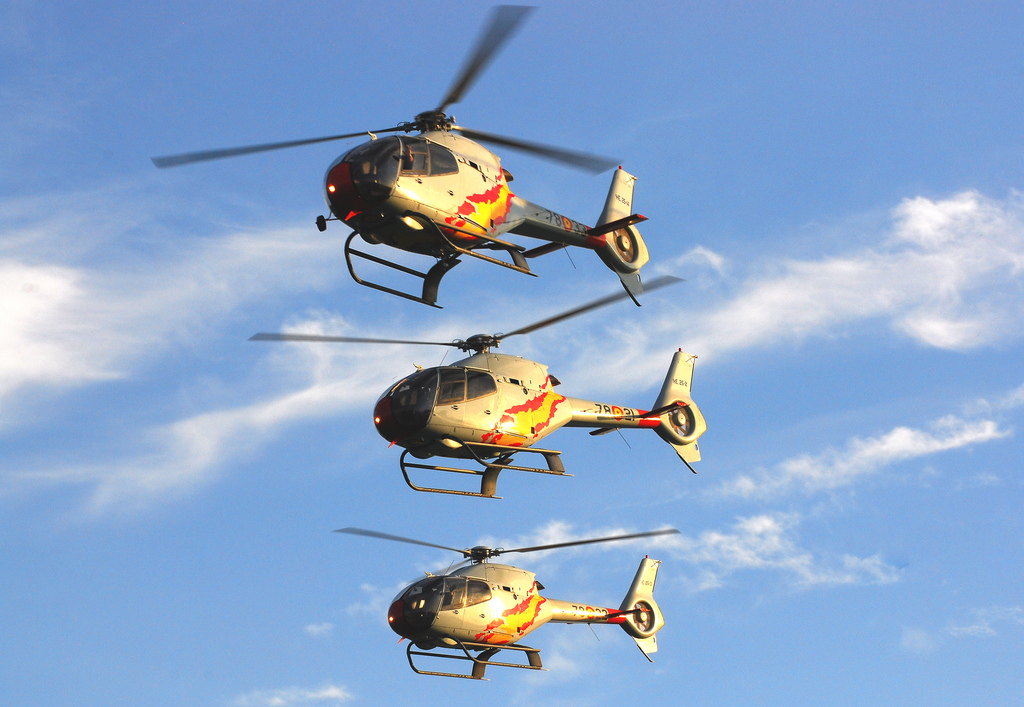
EC120 de la Patrulla Aspa Barcelonaise en 2009.
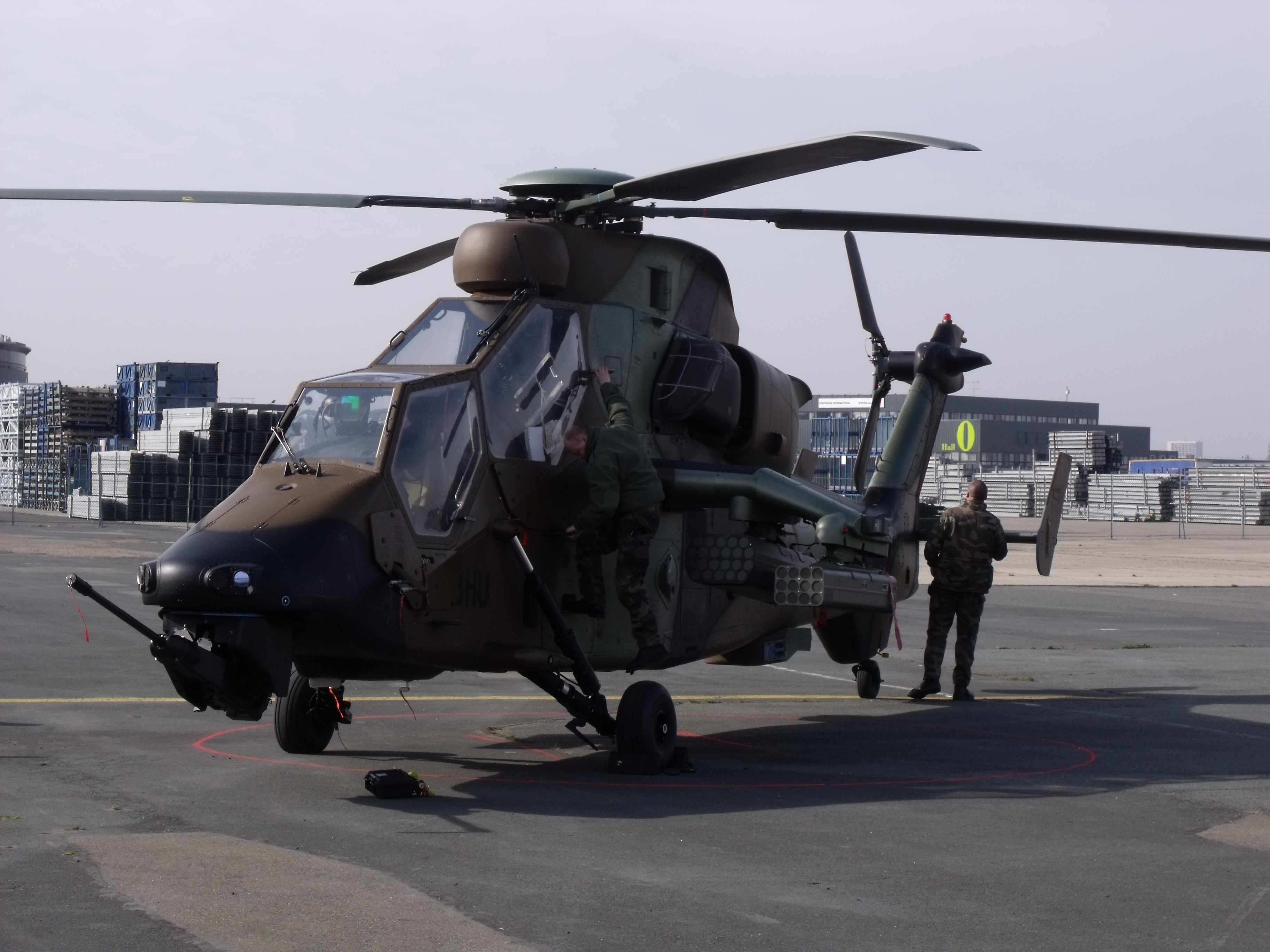
EC665 Tigre de l'aviation légère de l'armée de terre.
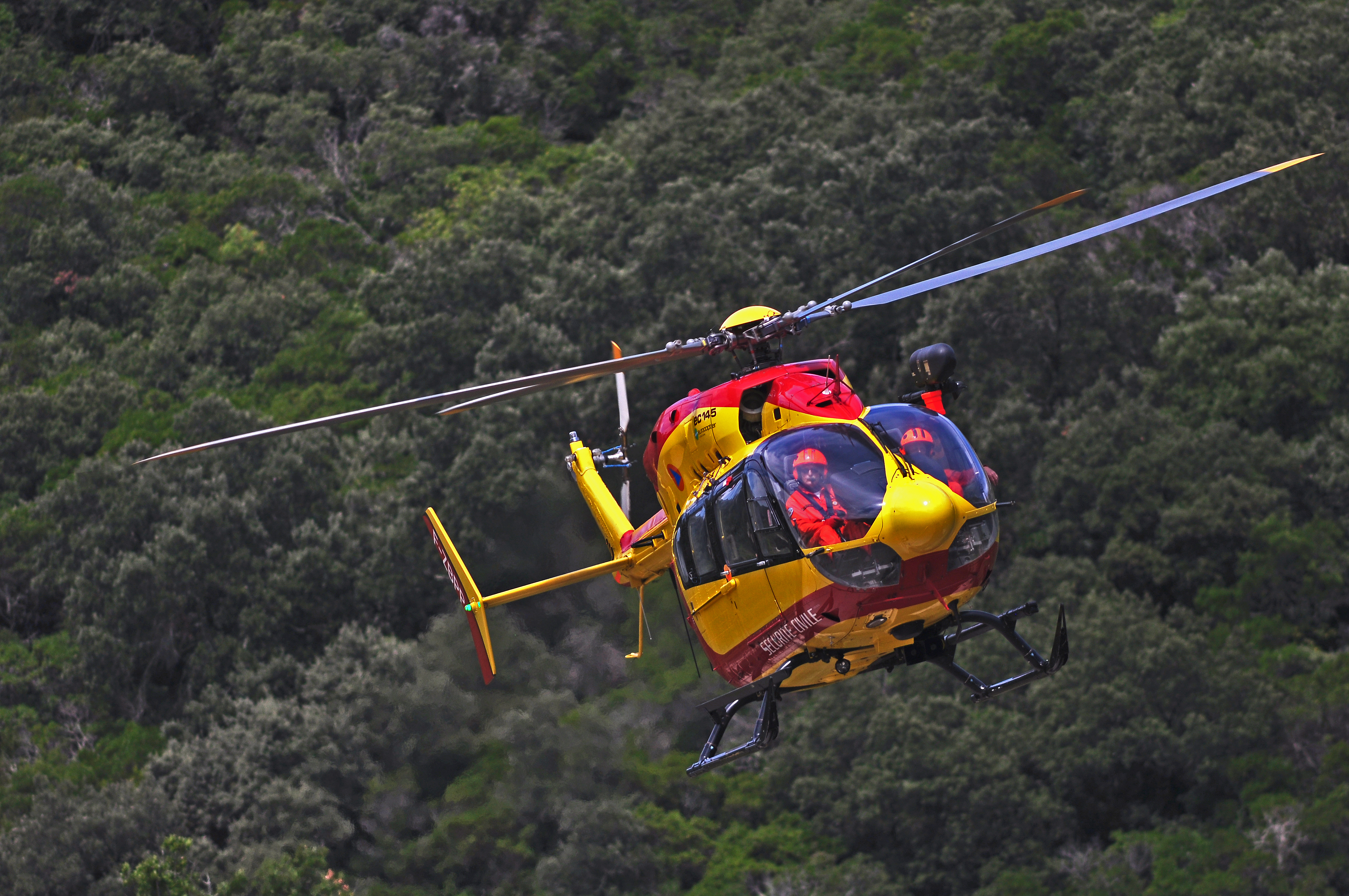
EC145 de la Sécurité civile travaillant dans les gorges du Gardon (France).
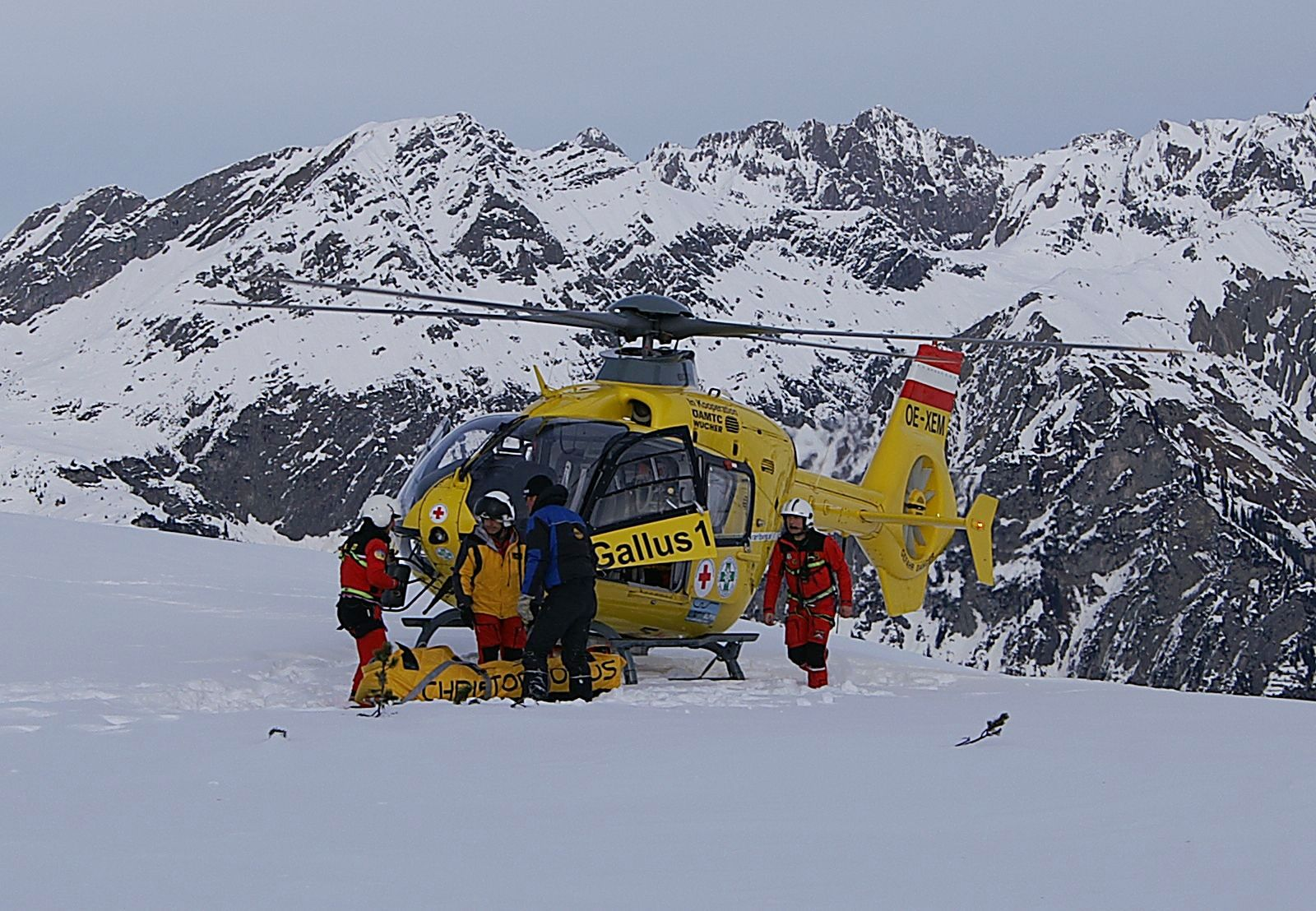
EC135 dans les montagnes du Vorarlberg (Autriche).